# Charles Lyell
Sir Charles Lyell (ur. 14 listopada 1797, zm. 22 lutego 1875 w Londynie) – brytyjski geolog. Laureat Medalu Copleya. W 1863 odznaczony Pour le Mérite za Naukę i Sztukę.

## Życiorys
Urodził się w Kinnordy House, w Szkocji, kilka kilometrów na południe od Aberdeen.
Był reformatorem nowoczesnej geologii, którą oparł na zasadzie aktualizmu geologicznego (uniformitaryzmu), odrzucając katastrofizm i ugruntowując pogląd o niezmiernie długim czasie trwania okresów geologicznych. Zasadę tę rozwinął i uzasadnił w swoim podstawowym dziele The Principles of Geology (1830–1833).
Poglądy Lyella wyrażone w dziele Principles of Geology były dużo bardziej jednoznaczne niż dzisiaj to przyjmujemy, właściwie skrajne. Zwalczał on wszelkie koncepcje zakładające wielkoskalowe katastrofy geologiczne na Ziemi. Twierdził, że wszelkie zjawiska geologiczne można wyjaśnić za pomocą procesów działających dzisiaj i gatunki nie ulegają zmianom i nie wymierają. Stanowisko Lyella złagodniało pod wpływem dyskusji z wieloletnim przyjacielem, Karolem Darwinem, który w swej pracy z 1859 r., O powstawaniu gatunków dowodził, iż organizmy żywe stale podlegają ewolucji, przecząc tym samym przyjętym dotąd poglądom o ich niezmienności. Lyell, pod naporem wciąż pojawiających się dowodów, zaczął przychylać się do wniosku, że nie tylko zwierzęta oraz rośliny bezustannie ulegają przekształceniom, ale także Ziemia wskutek nieprzerwanie oddziałujących na nią różnych procesów geologicznych przechodzi zmiany.
Lyell używał słowa „uniformizacja” w czterech znaczeniach:
1. uniformizacja praw natury – prawa natury są niezmienne w czasie
2. uniformizacja procesów – obserwacja procesów zachodzących współcześnie może wyjaśnić przeszłość
3. uniformizacja intensywności procesów – procesy geologiczne w przeszłości zachodziły w podobnym tempie jak dzisiaj
4. uniformizacja stanu – zmiany na Ziemi mają charakter cykliczny, brak dowodów, że zachodzą one w sposób liniowy.

Dwa pierwsze znaczenia są powszechnie uznane przez geologów na całym świecie, natomiast trzecie i czwarte, przyjęte woluntarystycznie przez Lyella, spowodowały zastój myśli geologicznej na 150 lat.
W 1840 roku wysunął teorię (błędną), według której wszystkie głazy narzutowe na Niżu Europejskim zostały przyniesione ze Skandynawii przez góry lodowe.
Przeprowadził również podział trzeciorzędu na piętra, na podstawie danych paleontologicznych.